# Ścina
Ścina – wzniesienie o wysokości 94,2 m n.p.m. na Równinie Słupskiej, położone w woj. zachodniopomorskim, w powiecie sławieńskim, na obszarze gminy Malechowo.
Wzniesienie znajduje się między wsiami Pękanino a Niemica. Na północ od Ściny przebiega droga krajowa nr 6.
Nazwę Ścina wprowadzono urzędowo w 1953 roku, zastępując poprzednią niemiecką nazwę Heid-Berg.